# سرشماری ۱۹۸۰ ایالات متحده آمریکا
سرشماری ۱۹۸۰ ایالات متحده آمریکا بیستمین دوره، از دوره‌های ۱۰ ساله سرشماری در ایالات متحده آمریکا بود. این سرشماری در ۱ آوریل ۱۹۸۰ برگزار شد.

## پرسش‌های موجود در سرشماری
در سرشماری سال ۱۹۸۰ میلادی، اطلاعات زیر از سوی تمامی پاسخ‌گویان جمع‌آوری شد:
- نشانی virginia
- نام bennet
- روابط خانوادگی
- جنسیت
- نژاد
- سن 32
- وضعیت تاهل متاهل
- از نژاد اسپانیایی/اسپانیولی هستند یا خیر

این نخستین سرشماری بود که از افراد پرسیده نشد که «سرپرست خانوار چه کسی است؟»

## رتبه‌بندی بر پایه ایالت
| رتبه | ایالت           | جمعیت      |
| ---- | --------------- | ---------- |
| ۱    | کالیفرنیا       | ۲۳٬۶۶۷٬۷۶۴ |
| ۲    | نیویورک         | ۱۷٬۵۵۸٬۰۷۲ |
| ۳    | تگزاس           | ۱۴٬۲۲۸٬۰۰۰ |
| ۴    | پنسیلوانیا      | ۱۱٬۸۶۷٬۰۰۰ |
| ۵    | ایلینوی         | ۱۱٬۴۱۹٬۰۰۰ |
| ۶    | اوهایو          | ۱۰٬۷۹۷٬۰۰۰ |
| ۷    | فلوریدا         | ۹٬۷۳۹٬۰۰۰  |
| ۸    | میشیگان         | ۹٬۲۵۹٬۰۰۰  |
| ۹    | نیوجرسی         | ۷٬۳۶۴٬۰۰۰  |
| ۱۰   | کارولینای شمالی | ۵٬۸۷۴٬۰۰۰  |
| ۱۱   | ماساچوست        | ۵٬۷۳۷٬۰۰۰  |
| ۱۲   | ایندیانا        | ۵٬۴۹۱٬۰۰۰  |
| ۱۳   | جورجیا          | ۵٬۴۶۴٬۰۰۰  |
| ۱۴   | ویرجینیا        | ۵٬۳۴۶٬۰۰۰  |
| ۱۵   | میزوری          | ۴٬۹۱۷٬۰۰۰  |
| ۱۶   | ویسکانسین       | ۴٬۷۰۶٬۰۰۰  |
| ۱۷   | تنسی            | ۴٬۵۹۱٬۰۰۰  |
| ۱۸   | مریلند          | ۴٬۲۱۶٬۰۰۰  |
| ۱۹   | لوئیزیانا       | ۴٬۲۰۳٬۰۰۰  |
| ۲۰   | واشینگتن        | ۴٬۱۳۰٬۰۰۰  |
| ۲۱   | مینه‌سوتا        | ۴٬۰۷۷٬۰۰۰  |
| ۲۲   | آلاباما         | ۳٬۸۹۱٬۰۰۰  |
| ۲۳   | کنتاکی          | ۳٬۶۶۱٬۰۰۰  |
| ۲۴   | کارولینای جنوبی | ۳٬۱۱۹٬۰۰۰  |
| ۲۵   | کنتیکت          | ۳٬۱۰۷٬۰۰۰  |
| ۲۶   | اکلاهما         | ۳٬۰۲۶٬۰۰۰  |
| ۲۷   | آیووا           | ۲٬۹۱۴٬۰۰۰  |
| ۲۸   | کلرادو          | ۲٬۸۹۰٬۰۰۰  |
| ۲۹   | آریزونا         | ۲٬۷۱۸٬۰۰۰  |
| ۳۰   | اورگن           | ۲٬۶۳۲٬۰۰۰  |
| ۳۱   | میسیسیپی        | ۲٬۵۲۰٬۰۰۰  |
| ۳۲   | کانزاس          | ۲٬۳۶۳٬۰۰۰  |
| ۳۴   | ویرجینیای غربی  | ۱٬۹۵۰٬۰۰۰  |
| ۳۳   | آرکانزاس        | ۲٬۲۸۵٬۰۰۰  |
| ۳۵   | نبراسکا         | ۱٬۵۷۰٬۰۰۰  |
| ۳۶   | یوتا            | ۱٬۴۶۱٬۰۰۰  |
| ۳۷   | نیومکزیکو       | ۱٬۲۹۹٬۰۰۰  |
| ۳۸   | مین             | ۱٬۱۲۵٬۰۰۰  |
| ۳۹   | هاوائی          | ۹۸۵٬۰۰۰    |
| ۴۰   | رود آیلند       | ۹۴۸٬۰۰۰    |
| ۴۱   | آیداهو          | ۹۴۵٬۰۰۰    |
| ۴۲   | نیوهمپشایر      | ۹۲۱٬۰۰۰    |
| ۴۳   | نوادا           | ۷۹۹٬۰۰۰    |
| ۴۴   | مونتانا         | ۷۸۷٬۰۰۰    |
| ۴۵   | داکوتای جنوبی   | ۶۹۰٬۰۰۰    |
| ۴۶   | داکوتای شمالی   | ۶۵۴٬۰۰۰    |
| x    | بخش کلمبیا      | ۶۳۸٬۰۰۰    |
| ۴۷   | دلاویر          | ۵۹۶٬۰۰۰    |
| ۴۸   | ورمانت          | ۵۱۲٬۰۰۰    |
| ۴۹   | وایومینگ        | ۴۷۱٬۰۰۰    |
| ۵۰   | آلاسکا          | ۴۰۰٬۰۰۰    |